# Jordan Bridges
Jordan P. Bridges (Los Angeles, 13 de novembro de 1973) é um ator norte-americano. Recentemente participou da série Rizzoli & Isles como Franky Jr, policial irmão da detetive Jane Rizzoli (Angie Harmon).